# Sèvres-Anxaumont
Sèvres-Anxaumont là một xã, tọa lạc ở tỉnh Vienne trong vùng Nouvelle-Aquitaine, Pháp. Xã này có diện tích 15,49kilômét vuông, dân số năm 2006 là 1888 người. Xã nằm ở khu vực có độ cao trung bình 112 m trên mực nước biển. 

## Hành chính
| Danh sách các xã trưởng |                |              |      |         |
| Giai đoạn               | Giai đoạn      | Tên          | Đảng | Tư cách |
| mars 1995               | réélue en 2008 | Nicole Merle | UMP  |         |

## Biến động dân số
| Năm | 1962 | 1968 | 1975 | 1982  | 1990  | 1999  | 2006  |
| --- | ---- | ---- | ---- | ----- | ----- | ----- | ----- |
| Dân số | 550  | 630  | 958  | 1 346 | 1 601 | 1 779 | 1 888 |
| From the year 1962 on: No double counting—residents of multiple communes (e.g. students and military personnel) are counted only once. |      |      |      |       |       |       |       |